# A Nymph of the Foothills
A Nymph of the Foothills er en amerikansk stumfilm fra 1918 af Frederick A. Thomson.

## Medvirkende
- Gladys Leslie - Emmy Chaney
- Alfred Kappeler - Ben Kirkland
- Walter Hiers - Tubby
- Charles A. Stevenson - Henry Kirkland
- Arnold Lucy